# Ime
Ime je oznaka (riječ) koja označava, osobu, stvar, mjesto ili proizvod, a koristi se za razlikovanje jednog od drugog.
Vrste imena:
- osobno ime – ime koje uz prezime određuje neku osobu
- zajednička imena (eng. Common name) – imena koja znanstvenici daju biljnjim i životinjskim vrstama
- imena biljnih i životinjskih vrsta
- imena stvari i pojava (npr. automobil, vjetar)
- ostala imena

## Vanjske poveznice
- Portal o svim hrvatskim imenima  Arhivirana inačica izvorne stranice od 11. svibnja 2016. (Wayback Machine)